# 印度裔緬甸人
印裔緬甸人，是一群住在緬甸的印度人。印度人古代已生活在緬甸，目前大多數印裔緬甸人是英屬印度時代來到緬甸，直到一九三七年緬甸印度分開管理為止。
在英國統治的時候，印度人作為軍人，公務員、商人和高利貸者組成政府和經濟的骨幹力量。開始於1930年的一連串反印暴動至一九六二年強行驅逐，印裔緬甸人大規模移民離開，他們在緬甸的作用大幅減少。
印裔緬甸人今天佔緬甸總人口的約2％（約950,000），並主要集中在兩大城市（仰光和曼德勒）和舊的殖民城鎮（彬烏倫、格勞）。他們被当作成“外國人”和緬甸的非公民被剝奪公民權禁止從事公務員和軍隊。
印裔緬甸人對緬甸經濟具有相當大的影響力和控制權，並在該國擁有重要的社會文化存在。其中著名的是葛印卡，他教授的内观静坐深刻吸引了任何背景的人士，以及著名的寶萊塢電影女演員海倫·理察遜·汗。

## 歷史
印裔緬甸人指的是一個範圍廣泛來自印度的族群，最主要的是孟加拉國和印度。印度人在緬甸擁有2000多年的歷史，積極參與緬甸文化建設。在緬甸，他們通常被稱為KA-LA(外來者)或KA-LAAR(黑皮膚的外國人)。
在英國征服之前，下緬甸的印度人主要從事貿易。在貢榜王朝和之前的時代，小型印度人社區幾乎完全位於仰光。儘管執行了“緬甸政府法”，但在第二次世界大戰前夕，印度移民沒有得到有效限制。到1931年，緬甸有超過一百萬印度人，約佔人口的7％，並且大多集中在下緬甸。
根據1931年的人口普查，仰光的總人口為400,415人，其中包括212,929名印度人。他們佔上緬甸人口的2.5％，下緬甸人口占10.9％。
大多數印度人抵達緬甸時，它是英屬印度一部分。在第一次英緬戰爭後，印度人源源不斷來到到緬甸當公務員，工程師，士兵，契約勞工和商人。在1885年吞併上緬甸後由英國殖民政府增加水稻種植面積，在伊洛瓦底江三角洲地區開始大量的基礎設施項目引起了空前的經濟繁榮，吸引了許多印度人，尤其是南印度人。

## 反印情緒
第一次世界大戰結束後，印度裔的數目迅速增加為反印情緒開始上升的原因。印度人在英國殖民中發揮了突出的作用，成為緬甸民族主義者的攻擊目標。同時來自南印度以高利貸為生的仄迪人被指引致農村破產。印度移民與緬甸人之間也存在著巨大的就業競爭，他們願意為低收入做不愉快的工作。大蕭條加劇了這場競爭，加劇了反印度的情緒。

## 第二次世界大戰後
第二次世界大戰開始後，仰光人口的近一半是印度人。全國大約16％的緬甸人口是印度人。日本1942年入侵緬甸後半数印裔緬甸人從陸路進入阿薩姆，這些人獨立後被緬甸法律視為外僑。雖然許多人與緬甸有很長的聯繫或者在那裡出生，但根據1982年的緬甸公民法，他們不被視為公民。
之後奈温在1962年緬甸軍事政變中奪取了政權，實行緬甸式社會主義，隨著1964年民營企業的國有化，導致了從緬甸超過30萬印度裔移民的企業被國有化（每間企業只獲175緬元的賠償），這導致印度和緬甸關係嚴重惡化，印度政府安排輪船和飛機將印度人接走。

## 文化
印度作為佛教的搖籃一直對緬甸文化特別有影響力，仍然可以看到婆羅門主持重要古老的印度教傳統的儀式，緬甸詩歌也有印度淵源。
緬甸的印度人來自印度各地不同的群體，包括泰米爾人、印地人、孟加拉人、古吉拉特人、奧里亞人、旁遮普人，今天，他們形成約2％（約950,000）的緬甸人口。心懷不滿的年輕印度人往往逃離城市，並加入民族抵抗運動。全緬甸的穆斯林聯盟，其成員包括主要的印度裔穆斯林，政府經常標示為“穆斯林叛亂分子”。實際上是一個非常小的力量。

## 宗教
印裔緬甸人的宗教多種多樣，分別信仰印度教、伊斯蘭教、錫克教、佛教或基督教。信仰印度教的印度人和緬甸人保持友好關係而和平。
緬甸的穆斯林有一些是印度父親和緬甸母親混血，他們稱自己為“巴馬”，其他緬甸人叫他們“Zaydabayi”。緬甸的宗教自由度非常低，尤其是穆斯林不能在緬甸任何地方舉辦宗教遊行。如果緬甸的穆斯林想建造新清真寺的或出國參加宗教儀式，緬甸當局多数拒絕。緬甸占多數的佛教徒與穆斯林少數族裔的關係一直很緊張。由於2012年若開邦騷動，緬甸穆斯林被迫放棄舉行接下來的伊斯蘭教宰牲節。

## 經濟作用
從歷史上看，印裔緬甸人涵盖各行業，甚至控制一些領域（在英治時代，印度人控制了全國的郵政和電信）。
1. ↑  .   [2017-09-08]. （原始内容存档于2010-06-12）.